# Camille Lembi Zaneli
Camille Lembi Zaneli  (* 2. April 1950 in Zongo; † 8. Juli 2011 bei Kisangani) war ein kongolesischer Geistlicher und römisch-katholischer Bischof von Isangi.

## Leben
Camille Lembi Zaneli studierte Philosophie am Großen Seminar in Kabwe (Sambia) und Kananga (DR Kongo) sowie Theologie in Kinshasa und empfing am 30. September 1979 die Priesterweihe. Er war für das Bistum Lisala tätig, unter anderem Lehrer und Erzieher des Kleinen Seminars von Lisala (1979–1980), Rektor des Kleinen Seminars in Lisala (1980–1990) und Rektor des diözesanen Hauses Lisala in Kinshasa (1990–1991). 1999 war Lembi Zaneli Pfarrer in dem Erzbistum Saint-Pierre et Fort-de-France auf Martinique.
Papst Johannes Paul II. ernannte ihn am 2. Juni 2000 zum Bischof von Isangi. Der Erzbischof von Kisangani, Laurent Monsengwo Pasinya, spendete ihm am 26. November 2000 die Bischofsweihe; Mitkonsekratoren waren Louis Nkinga Bondala C.I.C.M., Bischof von Lisala, und Ferdinand Maemba Liwoke, Bischof von Lolo. 
Er starb bei einem Absturz einer Boeing 727 der privaten Fluggesellschaft Hewa Bora Airways auf dem Flug von der Hauptstadt Kinshasa nach Kisangani, die aufgrund heftiger Regenfälle Probleme kurz vor der Landung hatte.